# Johnny Hansen (labdarúgó, 1943)
Johnny Hansen (Vejle, 1943. november 24. –) válogatott dán labdarúgó.

## Pályafutása

### Klubcsapatban
A Vejle BK egyesület neveléseként 1962-ben felkerült a felnőtt csapatba, ahol 1968-ig játszott. Dániában az 1967-es évben Dániában az év labdarúgójának választották. A dán hátvéd 1968-tól 1970-ig az 1. FC Nürnberg csapatában 55 mérkőzésen 5 gólt szerzett. 1970–től 1976-ig az FC Bayern München játékosa volt. A bajorok mezében 164 mérkőzést játszott, és 7 gól szerzett. A münchenieknél három alkalommal német bajnokságot, egy alkalommal német kupát, három alkalommal Bajnokcsapatok Európa-kupáját és egy alkalommal Interkontinentális kupát nyert. Végigjátszotta az 1974-es és 1976-os BEK-döntőt. 1976-ban visszatért nevelőcsapatába, a Vejle BK-ba. Az itt eltöltött idő alatt egy alkalommal dán bajnok és egy alkalommal dán kupagyőztes lett. 1978-ban vonult vissza a labdarúgástól.

### A válogatottban
Az U-21-es dán válogatottban két alkalommal lépett pályára. 1965 és 1978 között 45 mérkőzésen lépett pályára a dán válogatottban és három gólt szerzett.

## Sikerei, díjai
Bayern München
- - bajnok (3): 1971–72, 1972–73, 1973–74
- Nyugatnémet kupa (DFB Pokal)
  - győztes: 1971
- Bajnokcsapatok Európa-kupája (BEK)
  - győztes (3): 1973–74, 1974–75, 1975–76
- Interkontinentális kupa
  - győztes: 1976

 Vejle BK
- Dán bajnokság
  - bajnok: 1978
- Dán kupa
  - győztes: 1977